# Max Bauer (Publizist)
Max Bauer (* 19. Januar 1861 in Teplitz-Schönau; † 18. Juli 1932 in Berlin) war ein deutscher Publizist und Journalist. Er arbeitete als Redakteur beim Berliner Tageblatt, trat aber vor allem als Verfasser und Herausgeber von Werken zur Kultur- und Sittengeschichte hervor, die zum Teil über Jahrzehnte hinweg mehrere Auflagen erlebten. Er veröffentlichte auch unter den Pseudonymen M. Dammann und M. B. von Teplitz.

## Leben und Werk
Bauer war jüdischer Abstammung und kam früh nach Wien, wo er das Gymnasium besuchte. Als seine Familie in Not geriet, war er im Alter von 14 Jahren gezwungen, die Schule abzubrechen und sich seinen Lebensunterhalt selbst zu verdienen. Zunächst arbeitete er als Kaufmann. Nachdem beim Ringtheaterbrand in Wien 1881 seine Mutter und einer seiner Brüder ums Leben kamen, verfasste er seinen ersten Leitartikel über die Gerichtsverhandlung gegen die Verantwortlichen der Katastrophe. Aber erst in den 1890er Jahren wurde er hauptberuflich Journalist. 1891 heiratete er und bekam aus dieser Ehe zwei Söhne. Seit 1900 lebte er in Berlin und war Redakteur des Berliner Tageblatts. Er veröffentlichte zunächst Abenteuergeschichten für ein jugendliches Publikum. Später verfasste und bearbeitete er kultur- und sittengeschichtliche Abhandlungen.
Bauers sittengeschichtliche Veröffentlichungen richteten sich explizit nicht an Fachgelehrte, sondern an ein großes Publikum. Als Herausgeber griff er dabei allerdings erheblich in die Originaltexte ein. So arbeitete er in seine Ausgabe der Geschichte der Hexenprozesse von Wilhelm Gottlieb Soldan und Heinrich Heppe ohne weitere Nachweise neuere Forschungsergebnisse ein, glättete den Stil und strich nicht nur Fußnoten, sondern kurzerhand auch ganze Passagen des Textes. In seiner Ausgabe des Buches Die Tortur. Geschichte der Folter im Kriminalverfahren aller Zeiten und Völker von Franz Helbing (d. i. David Haek) nahm er fragwürdige Ergänzungen vor. Beispielsweise fügte Bauer sowohl in die Geschichte der Hexenprozesse als auch in Die Tortur genaue Beschreibungen von Folterstühlen ein, die inzwischen als Erfindungen bzw. Rekonstruktionen des 19. Jahrhunderts angesehen werden, denn in den Hexenprozessakten des 17. Jahrhunderts existieren allenfalls fragmentarische Beschreibungen von solchen Bedenk- und Marterstühlen. Dennoch werden die von Bauer verantworteten Ausgaben auch heute noch häufig zitiert.

## Werke

### Als Autor
- Auf unwegsamen Pfaden. Eine Geschichte für die Jugend. 1900.
- Allotria. Ullstein & Co., Berlin 1901.
- Das Geschlechtsleben in der deutschen Vergangenheit. 2. Auflage. Seemann, Leipzig 1902.
- Der deutsche Durst. Methyologische Skizzen aus der deutschen Kulturgeschichte. Seemann, Leipzig 1903.
- Die deutsche Frau in der Vergangenheit. Schall, Berlin 1907.
- Das Geschlechtsleben in der deutschen Vergangenheit. 3. Auflage. Seemann, Berlin 1907; 10. Auflage, Eigenbrödler-Verlag, Berlin/Zürich [1929].
- Die Dirne und ihr Anhang. Est-Est verlag, Berlin-Charlottenburg 1912.
- Kultur-Sünden. Nachtbilder aus der deutschen Vergangenheit. Est-Est-Verlag, Berlin-Charlottenburg 1912.
- Deutscher Frauenspiegel. Bilder aus dem Frauenleben in der deutschen Vergangenheit. 2 Bände. Müller, München/Berlin 1917.
- Liebesleben in deutscher Vergangenheit. Langenscheidt, Berlin 1924.
- Sittengeschichte des deutschen Studententums. Aretz, Dresden 1926. Digitalisat
- Weib und Sittlichkeit. Die Sittengeschichte der deutschen Frau. Eigenbrödler Verlage Berlin 1927.
- Deutscher Fürstenspiegel. Bilder aus der deutschen Vergangenheit nach den Quellen geschildert. Kaden, Dresden 1928.
- Titanen der Erotik. Lebensbilder aus der Sittengeschichte aller Zeiten und Völker; nach den Quellen zusammengetragen. Eigenbrödler-Verlag, Berlin 1929.
- Die Dirne und ihr Anhang. Ein Beitrag zur Geschichte des Geschlechtslebens in der deutschen Vergangenheit. Dresden 1930.

### Als Mitverfasser, Herausgeber und Bearbeiter
- Friedrich Christian Benedict Avé-Lallemant und Max Bauer: Das deutsche Gaunertum in seiner sozialpolitischen, literarischen und linguistischen Ausbildung zu seinem heutigen Bestande. Müller, München 1914.
- Georg Buschan und Max Bauer: Das deutsche Volk in Sitte und Brauch. Geburt, Liebe, Hochzeit, Familienleben, Tod, Tracht, Wohnweise, Volkskunst, Lied, Tanz und Spiel, Handwerk und Zünfte, Aberglaube. Union Deutsche Verlags-Gesellschaft, Stuttgart 1922.
- Wilhelm Theodor von Chézy und Max Bauer: Der Scharfrichter von Paris. Eden-Verl., Berlin (1927).
- Karl Friedrich Flögel und Max Bauer: Geschichte des Grotesk-Komischen. : Ein Beitrag zur Geschichte d. Menschheit. Müller, München 1914.
- Johann Konrad Friederich und Max Bauer: Der deutsche Casanova. : Fahrten und Liebesabenteuer nach den Memoiren eines deutschen Offiziers im französischen Heere Napoleons I. Eigenbrödler Verl., Berlin 1929.
- Friedrich Gerstäcker und Max Bauer: Reisen um die Welt. Neufeld & Henius, Berlin 1910.
- Andreas Gryphius: Die geliebte Dornrose. Scherzspiel in vier Aufzügen. Rufu-Verlagsges., Hamburg 1926.
- Russische Günstlinge von G[eorg] Ad[olf] W[ilhelm] v[on] Helbig, unter Benutzung von neuen Quellenwerken bearbeitet/eingeleitet und mit zahlreichen Anmerkungen herausgegeben von Max Bauer, Georg Müller, München und Berlin 1917. Archive Text

- Franz Helbing und Max Bauer: Die Tortur. Geschichte der Folter im Kriminalverfahren aller Zeiten und Völker ; mit Abbildungen nach alten Meistern. 1. Auflage. Langenscheidt, Berlin 1926.
- Fernand Hue, Max Bauer und B. Schmitt: Um zwanzig Millionen Dollars. H. J. Meidinger, Berlin [1899].
- Max Bauer und Wilhelm Roegge: Der Blitz., Berlin, Eisenach, Leipzig H. Hillger [1904].
- Lady Mary Wortley Montagues [Montagu] Reisebriefe 1716-1718. 2. Auflage. H. Seemann Nachf., Berlin, Leipzig 1907.
- Pius und Max Bauer: Eurialis und Lukrezia. Eine Liebesgeschichte. Borngräber, Berlin 1921.
- Johannes Scherr und Max Bauer: Kulturgeschichte der deutschen Frau (Geschichte der deutschen Frauenwelt). In 3 Büchern nach den Quellen; mit 64 Abb. u. Taf. Aretz, Dresden (1928).
- Johannes Scherr und Max Bauer: Weib, Dame, Dirne. Kultur- und Sittengeschichte der deutschen Frau. Aretz, Dresden 1928.
- Wilhelm Gottlieb Soldan und Max Bauer: Geschichte des Protestantismus in Frankreich bis zum Tode Karls IX., München 1911.
- Wilhelm Gottlieb Soldan, Heinrich Heppe und Max Bauer: Geschichte der Hexenprozesse. Müller, München 1912.

### Unter Pseudonym
- M. B. von Teplitz: Gekrönte Messalinen. Geschichtliche Studien. 2. Auflage. Iris-Verl., Berlin 1902.